# رسیناتس
رسیناتس (به صربی: Resinac) یک منطقهٔ مسکونی در صربستان است که در پروکوپلیه واقع شده‌است. رسیناتس ۲۲۴ نفر جمعیت دارد.